# آيت ويدير (آيت بويعقوب)
آيت ويدير هو دُوَّار يقع بجماعة القباب، إقليم خنيفرة، جهة بني ملال خنيفرة في المملكة المغربية. ينتمي الدوّار لمشيخة آيت بويعقوب التي تضم 6 دواوير. يقدر عدد سكانه بـ 506 نسمة حسب الإحصاء الرسمي للسكان والسكنى لسنة 2004.

## وصلات خارجية
- البوابة الوطنية للجماعات الترابية
- المندوبية السامية للتخطيط